# Feldweg Marsdorf–Medingen

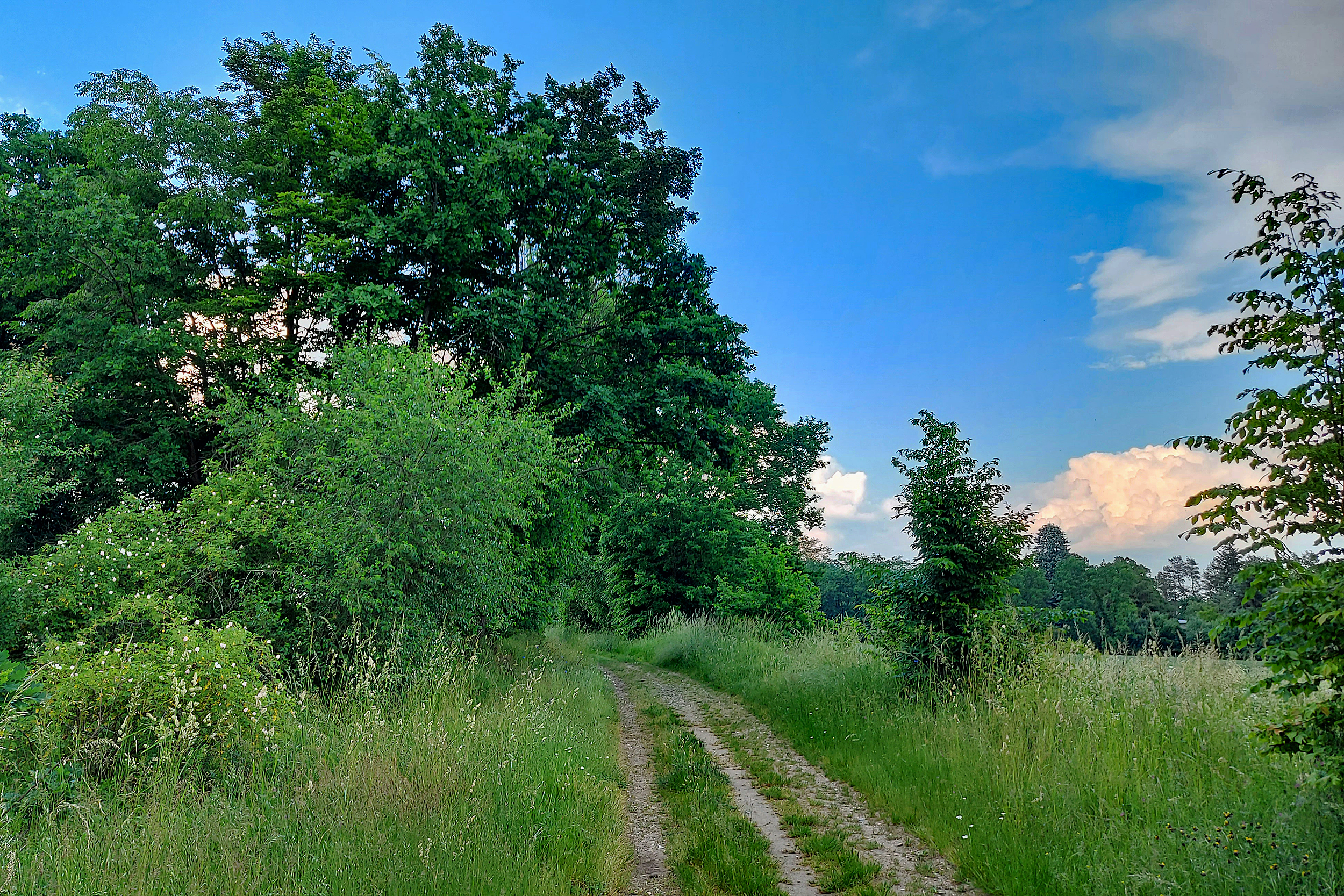
Feldweg von Marsdorf nach Medingen

Der Feldweg Marsdorf–Medingen verbindet den Dresdner Ortsteil Marsdorf mit Medingen, einem Ortsteil von Ottendorf-Okrilla im Landkreis Bautzen. Der Weg ist ein ausgewiesenes Flächennaturdenkmal (FND 144 (Dresden), KM187 (Ottendorf-Okrilla)).

## Beschreibung

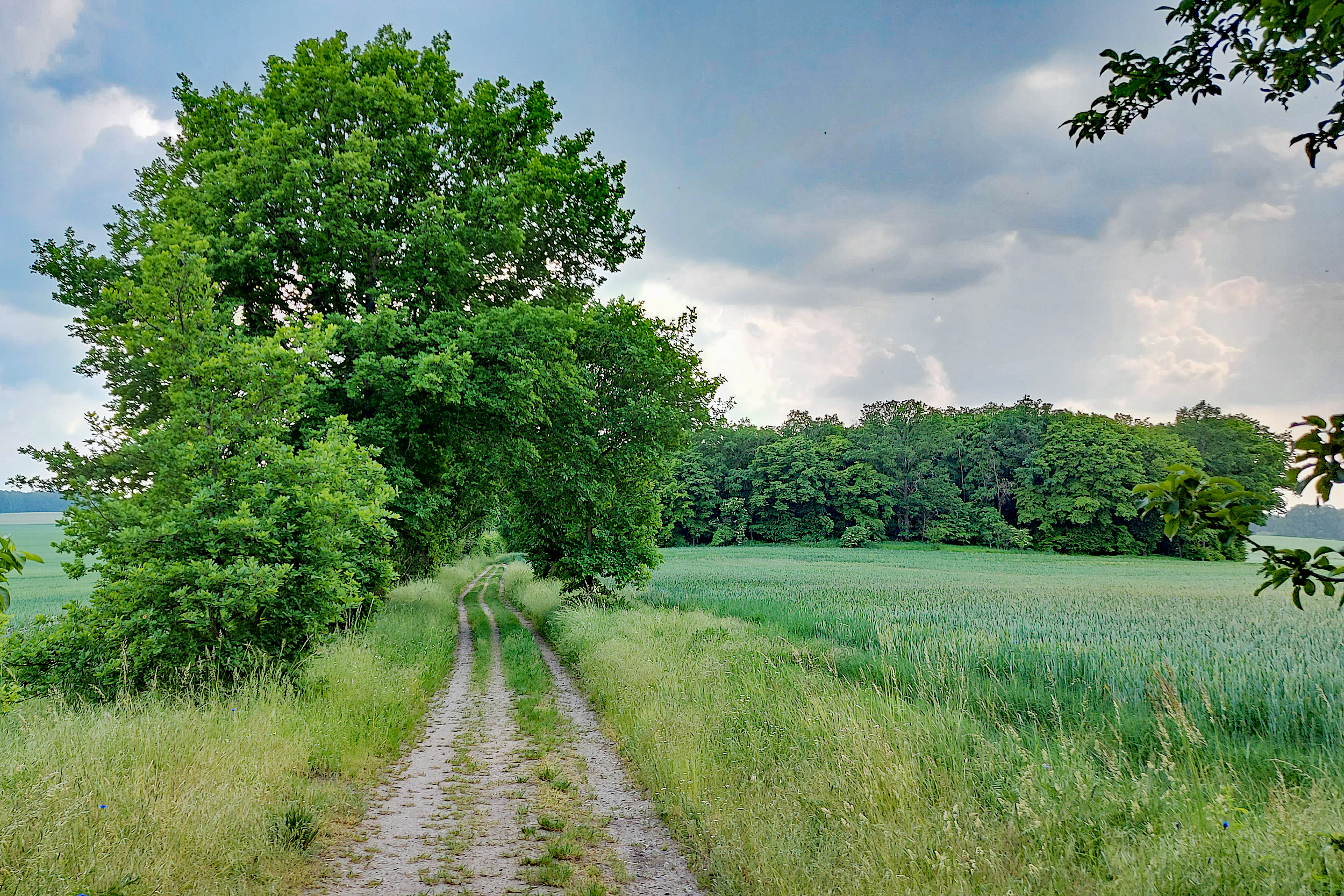
Naturdenkmal Feldweg, rechts im Bild der Birkhübel

Der Feldweg zwischen Marsdorf und Medingen ist ein etwa 1,5 Kilometer langer, in vielen Kurven verlaufender unbefestigter historischer Wirtschaftsweg mit einem begrünten Mittelstreifen. Zum Schutzgebiet gehört außerdem der Bewuchs der Wegränder mit verschiedenen Feldhecken, Sträuchern, Wald- und Obstbäumen. Neben dem Weg zählen auch ein markanter Schlehdorn sowie ein bewirtschafteter Hainbuchen-Traubeneichen-Mittelwald, der Birkhübel, zum Flächennaturdenkmal.
Das Schutzgebiet des Naturdenkmals Feldweg Marsdorf–Medingen ist ungefähr 3,33 Hektar groß, davon liegen etwa 1,12 Hektar auf Flurstücken der Stadt Dresden und 2,21 Hektar auf dem Gebiet des Landkreises Bautzen. Das Flächennaturdenkmal liegt innerhalb des Landschaftsschutzgebiets Moritzburger Kleinkuppenlandschaft, das sich bis zum FFH-Schutzgebiet Rödertal oberhalb Medingen erstreckt.
Zur schützenswerten Fauna im Bereich des Feldwegs zählen verschiedene Vogelarten wie Neuntöter, Schafstelzen, Feldlerchen, Braunkehlchen, Dorngrasmücken und Bluthänflinge. Weiterhin sind Vorkommen von Rosenkäfern, Mauswieseln und Feldhasen verzeichnet. Hinsichtlich der Flora werden Bestände von Wiesen-Flockenblumen, Heidenelken und Acker-Filzkraut erwähnt, der Birkhübel ist als Inselbiotop für Maiglöckchen, Vielblütige Weißwurz und Schattenblümchen ausgewiesen.

## Debatte um den Schutzstatus
Im Jahr 2001 gab es seitens des Vereins für Heimatgeschichte und Dorfentwicklung Medingen erste Bemühungen, den historischen Wirtschaftsweg nach Marsdorf als gefährdete Kulturlandschaft und Biotopverbund unter Schutz stellen zu lassen. Unterstützt wurde der Verein dabei durch die Ortsgruppe Großdittmannsdorf des Naturschutzbundes Deutschland. Ursprünglich war die Errichtung eines geschützten Landschaftsbestandteils vorgesehen, dieser Plan wurde jedoch vom Gemeinderat Ottendorf-Okrilla sowie von einigen Kommunalpolitikern des Dresdner Ortsteils Weixdorf nicht unterstützt. Nach langwierigen Verhandlung mit Vereinen und Umweltinitiativen einigten sich die Gemeinde Ottendorf-Okrilla und die Landeshauptstadt Dresden schließlich 2010 auf die Unterschutzstellung des Feldwegs als Flächennaturdenkmal.
Die konkrete Ausarbeitung der Schutzverordnung dauerte bis ins Jahr 2013, da unter anderem ein eingesetzter Technischer Ausschuss Mängel am Textentwurf seitens der Stadt Dresden feststellte, außerdem sah man für die Einrichtung des Naturdenkmals keinen dringenden Handlungsbedarf seitens der Gemeinde Ottendorf-Okrilla. Im November 2013 unterzeichnete schließlich die damalige Dresdner Oberbürgermeisterin Helma Orosz die Verordnung der Landeshauptstadt Dresden zur Festsetzung des Flächennaturdenkmals „Feldweg Marsdorf–Medingen“.